# Lucanus gamunus
 Lucanus gamunus es una especie de coleóptero de la familia Lucanidae.

## Distribución geográfica
Habita en Japón.